# Gonzalo Fernández de la Torre
Gonzalo Fernández de la Torre va ser un religiós castellà, bisbe d'Àvila des del 23 de desembre de 1355, fins a la seva mort el 4 d'agost de 1361, en aquesta data fou nomenat el seu successor a la seu episcopal.
Va ser bisbe durant el regnat de Pere I de Castella. Segons González Dávila, apareix signant i confirmant un privilegi del monarca, que fou concedit l'any 1358 a Díaz Sánchez de Quesada, al qui atorga el lloc d'Ibros, i altres llocs de la regió de Baeza. A més, el mateix any Fernández de la Torre va convocar un sínode diocesà a Àvila. En termes generals diocesans, el rei Pere va confirmar els privilegis concedits a la basílica de San Vicente pel seu pare.